# Castulo binotata
Castulo binotata är en fjärilsart som beskrevs av Walker 1869. Castulo binotata ingår i släktet Castulo och familjen björnspinnare. Inga underarter finns listade i Catalogue of Life.